# 米姆斯維爾 (喬治亞州)
米姆斯維爾（英語：Mimsville）是位於美國喬治亞州貝克縣的一個鬼鎮。由於此地已於1914年被荒廢，本地已無人居住。

## 地理
米姆斯維爾的座標為31°15′21″N 84°31′43″W / 31.25583°N 84.52861°W，而該地的平均海拔高度為57米（即187英尺）。